# Camotla
Camotla är en ort i Mexiko.   Den ligger i kommunen Calnali och delstaten Hidalgo, i den sydöstra delen av landet, 170 km norr om huvudstaden Mexico City. Camotla ligger 809 meter över havet och antalet invånare är 183.
Terrängen runt Camotla är huvudsakligen kuperad, men åt sydväst är den bergig. Terrängen runt Camotla sluttar österut. Runt Camotla är det ganska glesbefolkat, med 42 invånare per kvadratkilometer. Närmaste större samhälle är Tlanchinol, 17,5 km nordväst om Camotla. I omgivningarna runt Camotla växer i huvudsak städsegrön lövskog.